# 636 Ерика
636 Ерика (енгл. 636 Erika) је астероид главног астероидног појаса са пречником од приближно 74,29 .
Афел астероида је на удаљености од 3,414 астрономских јединица (АЈ) од Сунца, а перихел на 2,400 АЈ.
Ексцентрицитет орбите износи 0,174, инклинација (нагиб) орбите у односу на раван еклиптике 7,928 степени, а орбитални период износи 1811,074 дана (4,958 године).
Апсолутна магнитуда астероида је 9,50 а геометријски албедо 0,050.
Астероид је откривен 8. фебруара 1907. године.